# بیویرو
بیویرو (به اسپانیایی: Vivero) یک دهستان در اسپانیا است که در استان لوگو واقع شده‌است. بیویرو ۱۰۹٫۳ کیلومتر مربع مساحت و ۱۶٬۲۱۱ نفر جمعیت دارد و ۱۲ متر بالاتر از سطح دریا واقع شده‌است.

## خواهرخوانده
شهرهای هاوانای قدیم و لانیون خواهرخوانده‌های بیویرو هستند.